# Челич (община)
Община Челич (босн. и хорв. Opština Čelić, серб. Општина Челић) — боснийская община, расположенная в Тузланском кантоне Федерации Боснии и Герцеговины. Административным центром является Челич.
На территории общины располагаются 2 мечети османского периода.

## Население
По предварительным данным переписи в конце 2013 года население общины составляло 12 083 человека.